# Franz Kern (philologue)
Ne doit pas être confondu avec Franz Kern (prêtre).
Pour les articles homonymes, voir Kern.
Franz Georg Gustav Kern (né le 9 juillet 1830 à Stettin et mort le 14 décembre 1894 à Berlin,) est un philologue classique prussien, germaniste et directeur de lycée.

## Biographie
Franz Kern est le second fils et le cinquième enfant du secrétaire du gouvernement George Friedrich Kern. Franz Kern étudie au lycée de l'abbaye Sainte-Marie de Stettin de Pâques 1840 à l'automne 1848, où ses professeurs Hermann Bonitz et Ludwig Giesebrecht éveillent en lui l'amour son amour des langues anciennes. Après avoir obtenu son diplôme, Kern étudie la philologie classique et l'allemand à Berlin. À la mort de son père en 1849, Kern finance ses études par des cours particuliers. Il réussit l'examen de latin, de grec et d'allemand en 1851 et retourne à Stettin en 1852, où il devient probandus au lycée de l'abbaye Sainte-Marie. Ici, il prend également en charge la maison de son père après la mort de son frère aîné en 1851. Grâce à sa nomination comme membre du séminaire philologique (1853) et à son poste permanent de collaborateur au lycée (1854), Kern assure sa subsistance. En plus du latin, du grec et de l'allemand, il enseigne également la gymnastique au lycée et donne des cours particuliers aux filles qui n'ont pas encore d'école secondaire à Stettin. Ses obligations familiales se concrétisent lorsque sa mère meurt en 1857 et qu'il peut marier l'une de ses sœurs peu après. En 1859, il peut rejoindre le lycée nouvellement fondé de Pyritz en tant que sous-recteur.
Mais à peine un an plus tard, il abandonne ce poste et part travailler comme professeur principal à l'école d'État de Pforta, alors dirigée par Karl Ludwig Peter (de). Ici, en 1862, Kern se marie avec Klara Runge, fille d'un médecin de Stettin qui a été son élève à Stettin. Un an plus tard, leur premier enfant est né, Otto Kern, qui étudie ensuite la philologie comme son père,. À Pforta, Kern a également du temps pour des travaux de recherche pour la première fois depuis ses études. Son professeur Bonitz l'a déjà initié à la philosophie de Platon et d'Aristote, et son collègue de Stettin Richard Volkmann (de) l'initie à Schopenhauer. À Pforta, Kern échange des idées avec son jeune collègue Max Heinze (de) sur les présocratiques et a publié les résultats de ses recherches dans les programmes scolaires.
Lorsque Heinze se rend à Oldenbourg en 1866 en tant qu'éducateur princier, il recommande Kern pour le rectorat vacant du lycée local. Ici, comme auparavant, Kern travaille comme enseignant et chercheur. Il s'occupe d'abord de la philosophie des Éléates. Avec son collègue August Lübben (de), il publie un livre de lecture en allemand. En 1868, il publie une brochure sur le  Weisheit des Brahmanen de Rückert, dont la second édition paraît en 1885.
Après seulement trois ans, Kern revient des circonstances étroites du petit État d'Oldenbourg dans son pays natal prussien, d'abord (Pâques 1869) en tant que directeur du lycée de la ville de Dantzig (de), puis en 1871 en tant que directeur du lycée de la ville nouvellement fondé à sa ville natale de Stettin. Le point culminant de sa carrière locale est le 35e réunion des philologues qui a lieu à Stettin à l'automne 1880 et est présidée par Kern. Mais à peine un an plus tard, Kern change pour la dernière fois de lieu de travail et entre au lycée de Cölln de Berlin en tant que directeur. Ici, il travaille jusqu'à la fin de sa vie comme directeur d'école secondaire, directeur du séminaire pédagogique royal et membre de l'association de langue grecque Graeca. Durant ses années à Berlin, ses recherches sont principalement consacrées à la réforme du système scolaire et de la grammaire scolaire allemande. Après un débat animé dans les années 1880, ses propositions de réforme trouvent leur chemin dans le système scolaire prussien. Après de nombreuses années de travail acharné, une maladie en 1894 l'oblige à interrompre ses fonctions d'enseignant et finalement à arrêter ses travaux de recherche. Après une longue période de faiblesse, il décède dans la nuit du 14 au 15 décembre de la même année.